# Chaetodon aureofasciatus
Espèce
Statut de conservation UICN

 LC  : Préoccupation mineure
Chaetodon aureofasciatus est un poisson appartenant à la famille des Chaetodontidae.